# Coryphantha maiz-tablasensis
Coryphantha maiz-tablasensis là một loài thực vật có hoa trong họ Cactaceae. Loài này được O.Schwarz mô tả khoa học đầu tiên năm 1949.